# Пјано Филете (Авелино)
Пјано Филете је насеље у Италији у округу Авелино, региону Кампанија.
Према процени из 2011. у насељу је живело 35 становника. Насеље се налази на надморској висини од 534 м.